# Salma ya salama
Salma ya salama ist ein ägyptisches Lied, das 1919 von dem Komponisten Sayed Darwish verfasst und 1977 von der Sängerin Dalida neu interpretiert wurde.

## Ursprüngliche Fassung
Die ursprüngliche Fassung des Liedes (ISWC T-003.148.024-6) wurde für das Musiktheaterstück Qululu / قولوله geschrieben. Das Sultanat Ägypten war damals britisches Protektorat; der Widerstand gegen die britische Herrschaft wuchs nach dem Ende des Ersten Weltkriegs (siehe Revolution in Ägypten 1919). Der Text von Badi' Khayri behandelt die Heimkehr von Zivilisten, die als Mitglieder des Egyptian Labour Corps an der Palästinafront für die britischen Streitkräfte Eisenbahnlinien und Straßen gebaut hatten. Das Lied wurde zum Volkslied.

## Spätere Fassung
Die spätere Fassung (ISWC T-004.037.491-1) behielt den Refrain bei, stellt aber im Übrigen musikalisch eine Bearbeitung von Jeff Barnel dar. Als orientalische „Weltmusik“ konzipiert, gibt es vier Sprachfassungen mit Dalida: ägyptisch-arabisch und französisch (veröffentlicht 1977) sowie italienisch und deutsch (veröffentlicht 1978). Während die ägyptisch-arabische Version Sehnsucht nach und Rückkehr zu einem früher gekannten Ort (Heimat Ägypten) aus der Ich-Perspektive thematisiert, handeln der französische Text (Un homme des sables) und daran anschließend der italienische (Uomo di sabbia von Bruno Lauzi) und der deutsche (Er kam aus Semara von Fred Weyrich) von einem Mann aus der Wüste, der seine Heimat verlässt. In Frankreich erreichte das Lied im Dezember 1977 Platz 6 der Charts.
Salma ya salama war die erste von sechs Veröffentlichungen Dalidas auf Arabisch. Neuabmischungen im House-Stil wurden von Dalidas Bruder Orlando 1996/97 veröffentlicht, darunter eine Flamenco-Version mit spanischem Gesang von Sébastien Chato.
Coverversionen gibt es u. a. von
- Dunja Rajter (1978, deutsch)[10]
- Vicky Moscholiou (1978, griechisch)[11]
- Ayla Algan (1978, türkisch)[12]
- Giota Lydia (1979, griechisch)[13]
- Marinella (1992, griechisch)[14]
- Alabina (1996, arabisch/spanisch)[15]
- Atilla Taş (1998, türkisch)[16]
- Filipp Kirkorow (1998, russisch)[17]
- Jean-Michel Jarre (2000, arabisch)[18]
- Dakis (2000, arabisch)[19]
- Chantal Chamandy (2005, arabisch)[20]
- Chrispa (2006, griechisch)[21]
- Ziynet Sali (2006, griechisch)[22]
- Krum & Miro (2008, bulgarisch)[23]
- Tiziana Rivale (2009, arabisch)[24]
- WAMA (2010, arabisch)[25]
- Haifa Wehbe (2010?, arabisch)[26]
- Ibrahim Maalouf/Mika (2017, französisch)[27]
- Nana Mouskouri (2018, arabisch)[28]